# Noel Chavasse
Pour les articles homonymes, voir Chavasse.
Noel Godfrey Chavasse (né le 9 novembre 1884 à Oxford et mort 4 août 1917 à Brandhoek (en)) est un médecin, athlète olympique et militaire britannique de la famille Chavasse (en). Il est l'une des trois seules personnes à avoir reçu deux fois la croix de Victoria et le seul à l'avoir reçu à deux reprises pendant la Première Guerre mondiale. 
Durant la bataille de Guillemont (en), il s'illustre en ramenant plusieurs camarades blessés du no man's land. Il est touché par des éclats d'obus pendant qu'il mène cette opération, ce qui lui vaudra une première croix de Victoria. Il mène à bien une opération similaire au cours de la bataille de Passchendaele, ce qui lui permet de décrocher sa deuxième croix de Victoria, mais en ressort grièvement blessé. Evacué et opéré immédiatement, il meurt de ses blessures le 4 août 1917.

## Biographie

### Enfance
Noel Chavasse est le fils du révérend Francis Chavasse et d'Edith Jane Chavasse (née Maude). Il est le frère cadet jumeau de Christopher Chavasse, de 20 minutes son aîné, et le 3e des 7 enfants du couple Chavasse. Il naît à Oxford au 36 New Inn Hall Street. Il fut baptisé tardivement avec son frère le 29 décembre 1884 en raison de leurs états de faiblesses respectifs. Durant la première année de sa vie, il souffre avec son frère de fièvre typhoïde. 
Il poursuit ses études à la Magdalen College School de Cowley Place à Oxford,. La famille grandit à Oxford jusqu'à ce que, le 3 mars 1900, Francis Chavasse se voit offrir l'évêché anglican de Liverpool. La famille déménage au Bishop's Palace au 19 Abercromby Square, au cœur de la cité portuaire liverpuldienne. Les deux frères sont scolarisés au Liverpool College où ils se distinguent par leurs résultats sportifs. En 1904, au regard de leurs résultats scolaires, ils retournent a Oxford en intégrant le Trinity College.

### Université et début de carrière professionnelle
En 1907, Noel obtient son diplôme avec honneurs de première classe. Son frère Christopher échoue et tombe en dépression nerveuse. Les jumeaux restent à Oxford. Noel commence à étudier la médecine tandis que Christopher repasse ses examens. En raison de leurs résultats sportifs, les jumeaux représentent la Grande-Bretagne aux Jeux olympiques de 1908 à Londres sur l'épreuve d'athlétisme du 400 mètres. Ils sont tous les deux éliminés en séries. 
En janvier 1909, Noel rejoint l'unité médicale du corps de formation des officiers de l'Université d'Oxford. En mai 1909, il est promu au grade de caporal-chef. Il termine ses enseignements à Oxford en juillet de la même année. Il poursuit ses études en retournant à Liverpool. Chavasse est notamment l'élève de Sir Robert Jones, 1st Baronet (en), un chirurgien orthopédique gallois reconnu par ses pairs.  
De retour à Liverpool, il prépare l'examen d'entrée au Collège royal de chirurgie d'Angleterre situé à Londres. Il échoue une première fois à l'automne 1909 avant de finalement obtenir l'examen en mai 1910. Parallèlement, son frère jumeau, Christopher, s'oriente vers une carrière d'ecclésiastique sous l'influence de son père. Noel approfondit ses connaissances en médecine en étudiant la pathologie et la bactériologie. Dans le cadre de son cursus, il effectue un stage au sein de l'hôpital Rotunda de Dublin. Au cours de son séjour en Irlande et étant de confession anglicane, il vit des expériences compliquées avec le clergé catholique romain. 
En janvier 1912, Chavasse réussit son examen final. En mars, il reçoit de son établissement le premier prix médical, le Derby Exhibition. Le 22 juillet 1912, il s'inscrit comme médecin auprès du General Medical Council. Il prend son premier poste au Royal Southern Hospital (en) de Liverpool. Il devient l'assistant de Robert Jones, son ancien professeur. 

### Carrière militaire
En 1913, il fait une demande pour intégrer le Royal Army Medical Corps et est accepté dans la foulée. Le 2 juin, il est nommé lieutenant et est affecté au Liverpool Scottish, un bataillon de la 55th (West Lancashire) Division. Déployé sur le front durant la Première Guerre mondiale, il est promu au rang de captain en septembre 1915. Chavasse reçoit en juin 1915 la Croix militaire pour son comportement au front au village d'Hooge. Le 30 novembre 1915, il obtient une Mentioned in Despatches pour sa bravoure au combat.  

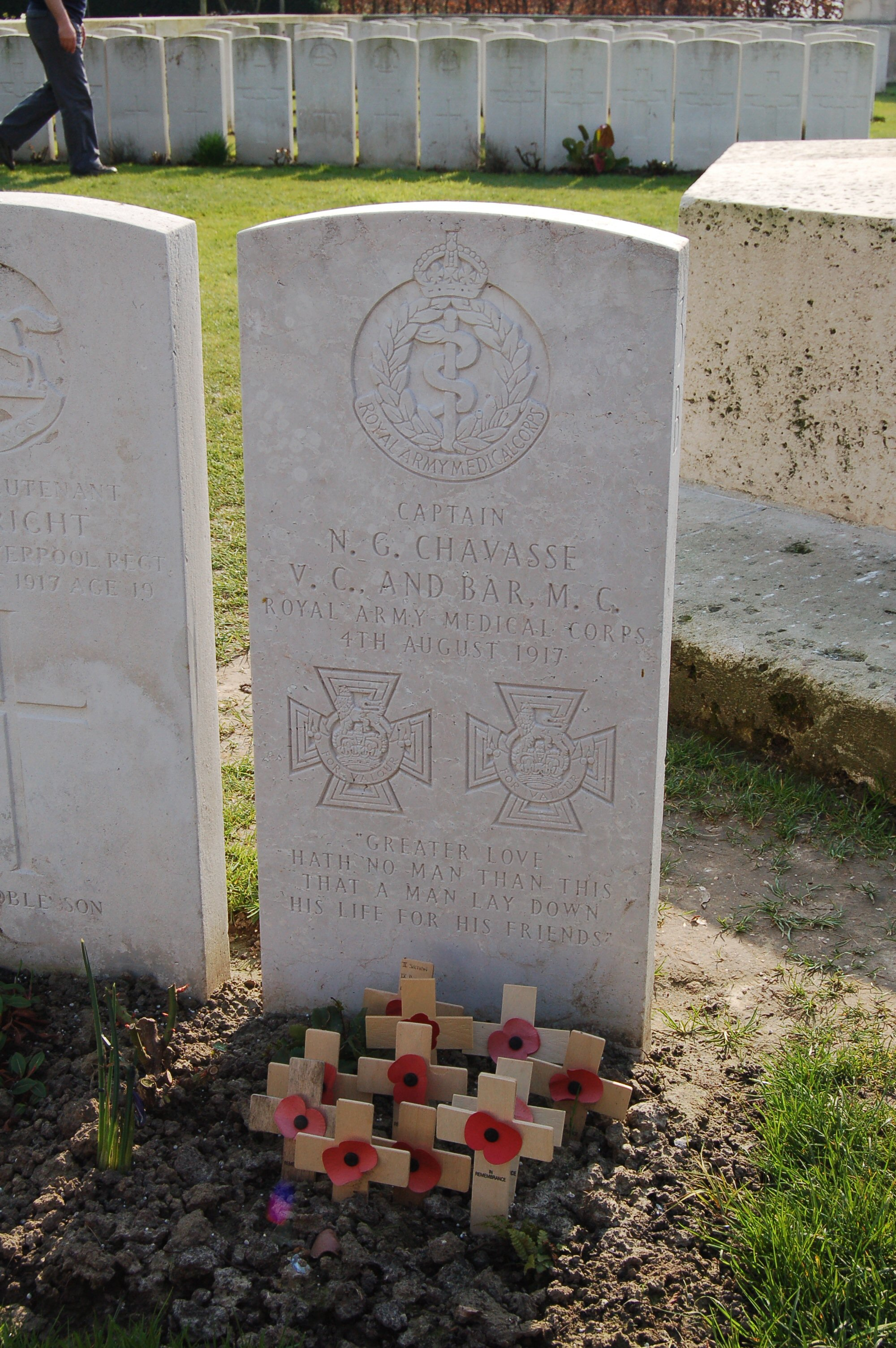
Tombe de Chavasse.